# 台式酸菜
台式酸菜， 在臺語和客語都稱為鹹菜（臺羅：kiâm-tshài；客拼：hamˇ coi）。

## 製作方式
把整株的新鮮芥菜，經日曬一至三天使它變軟，再一層菜一層鹽鋪排，放置在甕裡重壓密封讓它發酵醃漬，成為香且脆的客家酸菜。過程需要經過一個二個禮拜的醃漬，因為是利用休耕時種植的芥菜，品質好，客家酸菜心除了鹹味還帶有甘味。

## 食用方式
台灣人在食用刈包、牛肉麵和各種米飯類料理（如肉燥飯、爌肉飯）時會添加酸菜增添風味，客家餐廳道地的煮法會將豬血、三層肉片、酸菜煮成酸菜豬血湯。酸菜炆豬肚也是常見的台灣客家菜。

## 參看
- 芥菜
- 福菜
- 梅干菜
- 德國酸菜
- 韓式泡菜
- 鹹菜 (潮汕)